# Hidekazu Yoshida
Hidekazu Yoshida (吉田 秀和, Yoshida Hidekazu, 23 septembre 1913 – 22 mai 2012) est un critique musical et critique littéraire japonais, actif au cours des ères Shōwa et Heisei du Japon.

## Biographie
Yoshida naît dans l'arrondissement de Nihonbashi à Tokyo. Très jeune il s'intéresse aux langues étrangères, et participe aux activités de club impliquant l'anglais et l'allemand tandis qu'il est au lycée. Il est aidé en français par le poète Nakahara Chuya et correspond avec les fameux critiques littéraires Kobayashi Hideo et Shōhei Ōoka alors qu'il est encore étudiant. Il est plus tard diplômé en littérature française de l'université impériale de Tokyo. 
Sa première critique musicale est une série consacrée à Mozart, publiée dans le magazine Ongaku Geijutsu en 1946. En 1948, il aide à la fondation de l'école de musique Tōhō Gakuen en collaboration avec des collègues critiques musicaux et des musiciens renommés. L'école est aujourd'hui l'une des institutions musicales japonaises les plus prestigieuses.
Il fait de fréquentes apparitions à la radio, et plus tard à la télévision, donnant son avis sur la musique classique et sur les programmes d'enseignement musical. 
En 1975, il est lauréat du 2e prix Jirō Osaragi pour ses Yoshino Hideo zenshu (recueil de poèmes de Hideo Yoshino). En 1988, il est nommé directeur du « Mito Geijutsukan ». La même année, il est décoré de l'Ordre du Trésor sacré de 3e classe et du prix NHK de la Culture. En 1993, il est lauréat du prix Yomiuri.
En 2006, il est distingué de l'Ordre de la Culture.
Il meurt à son domicile de Kamakura le 22 mai 2012.

## Référence
- (en) Cet article est partiellement ou en totalité issu de l’article de Wikipédia en anglais intitulé « Hidekazu Yoshida » (voir la liste des auteurs).